# 莞島警察署
莞島警察署（ワンドけいさつしょ）は、全南地方警察庁所管の警察署である。

## 管轄区域
- 莞島郡

## 沿革
- ?年 - 開署

## 組織
- 警務課
- 生活安全交通課
- 捜査課
- 情報保安課

## 管轄派出所
- 邑内派出所
- 郡外派出所
- 古今派出所
- 金塘派出所
- 金日派出所
- 蘆花派出所
- 甫吉派出所
- 所安派出所
- 薪智派出所
- 薬山派出所
- 青山派出所